# 야콘
야콘(yacón 또는 yacon)은 페루의 안데스산맥에서 자라는 여러해살이 식물로, 아삭아삭하고 단맛이 나는 덩이뿌리(tuberous roots)이다. 질감과 맛은 싱싱한 사과와 수박을 섞어 놓은 듯한데, 무와 고구마 섞은 듯하기도 한다. 때때로 땅에서 나는 사과라고 하여 페루산 땅속 사과(Peruvian ground apple)라고 불린다. 야콘의 덩이뿌리는 수분이 많고, 프락토올리고당(fructooligosaccharides, FOS)이나 단순당도 포함되어 있다.

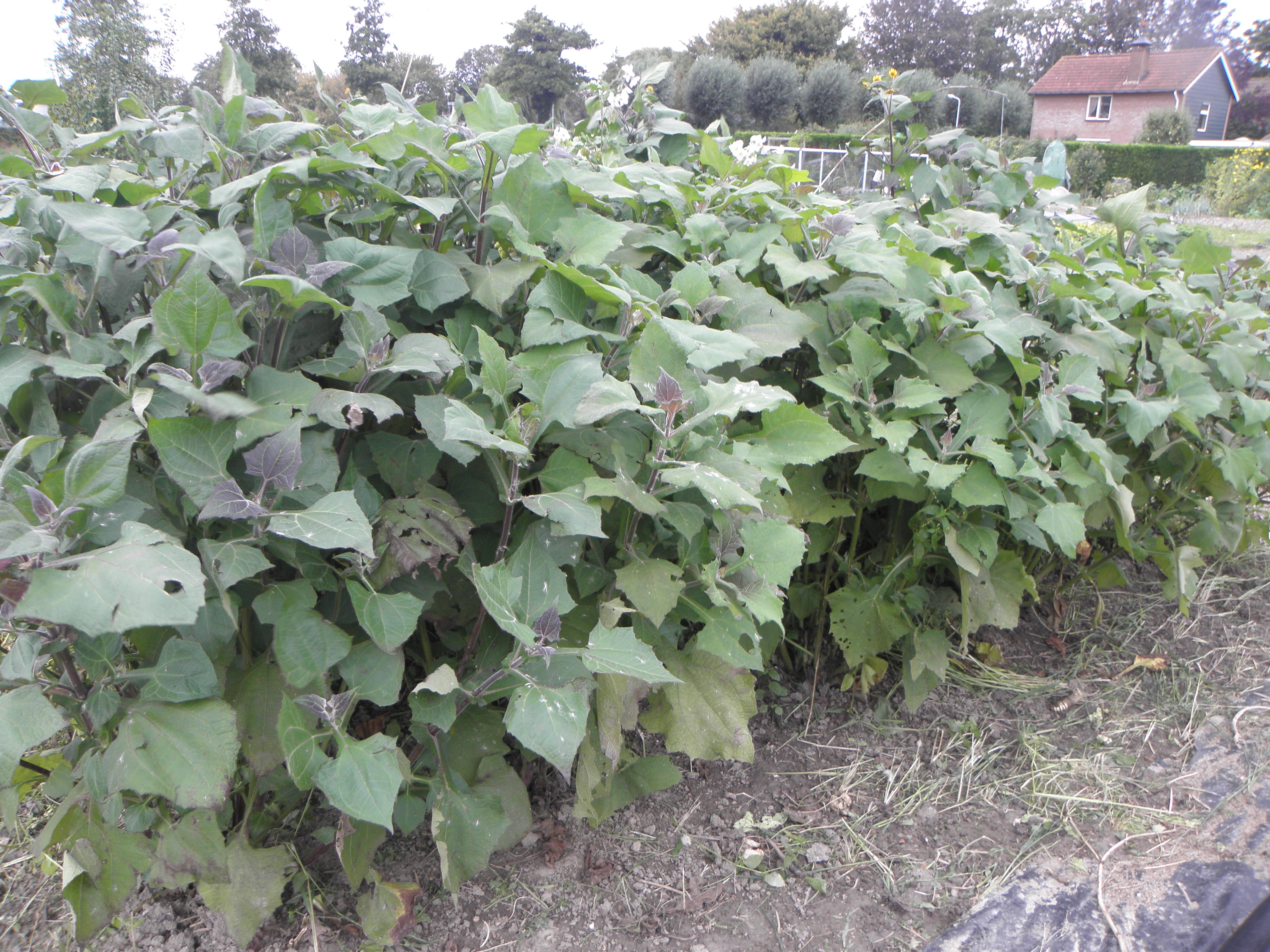
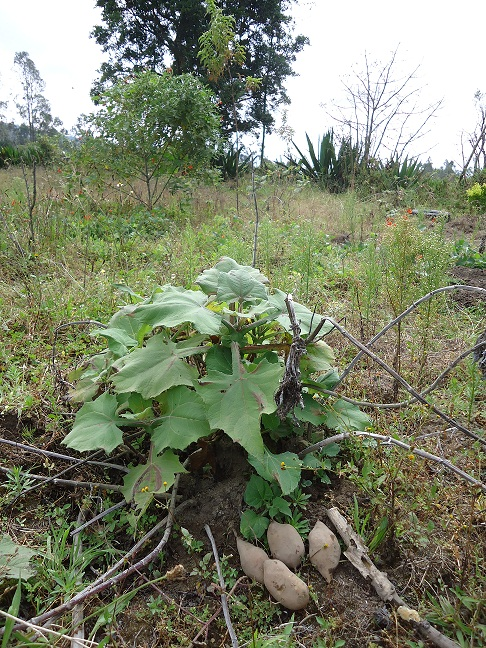
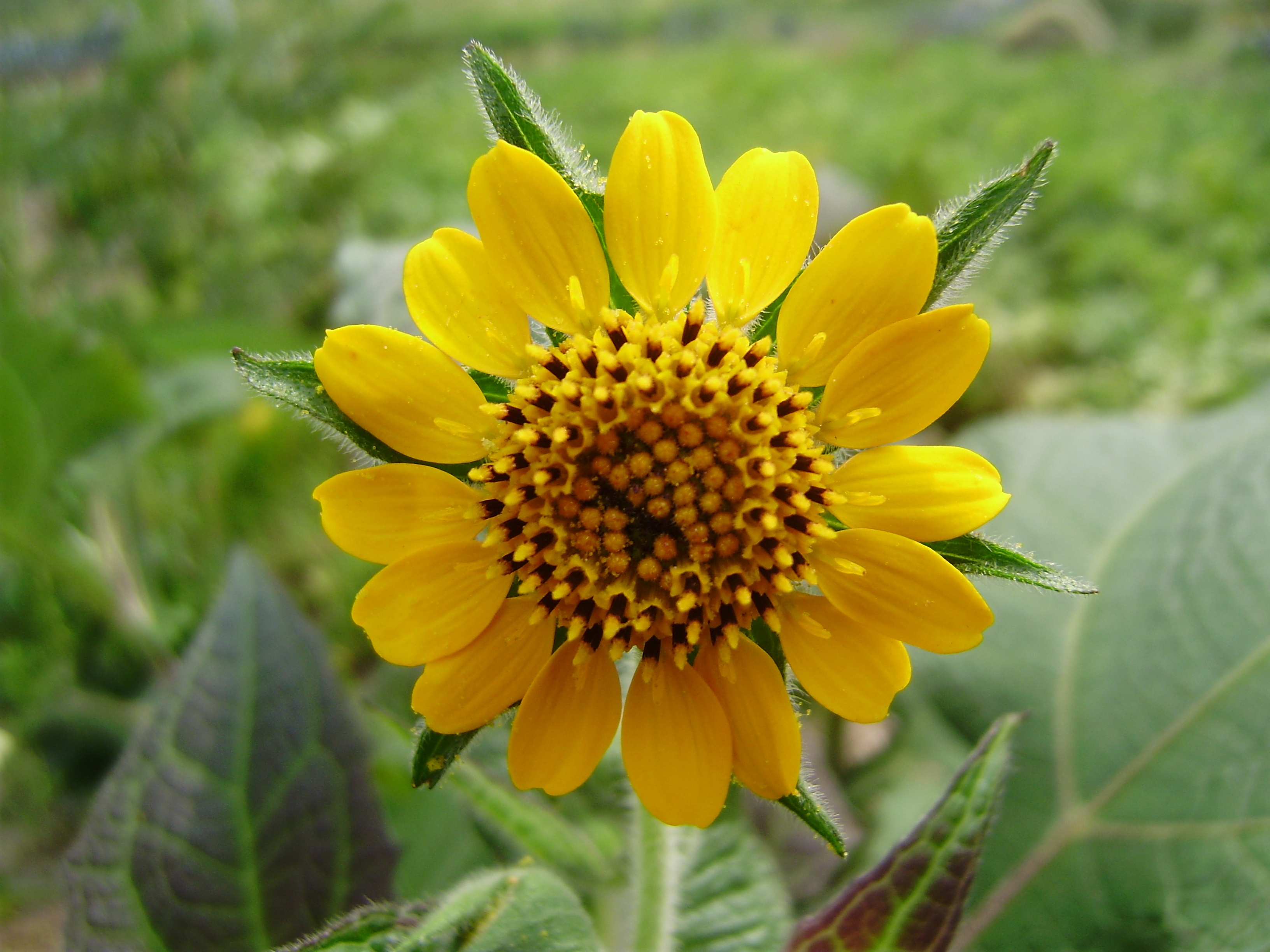
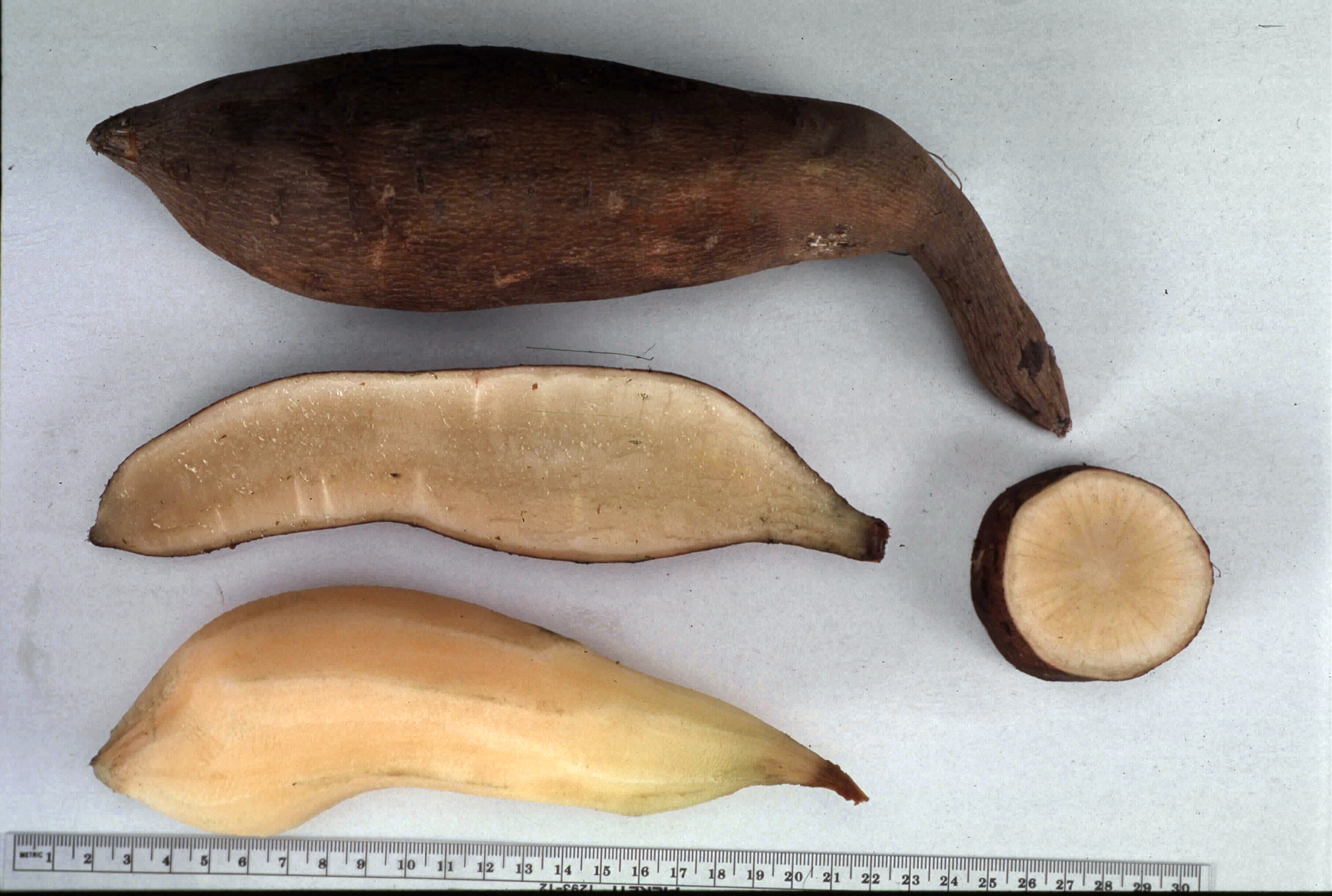
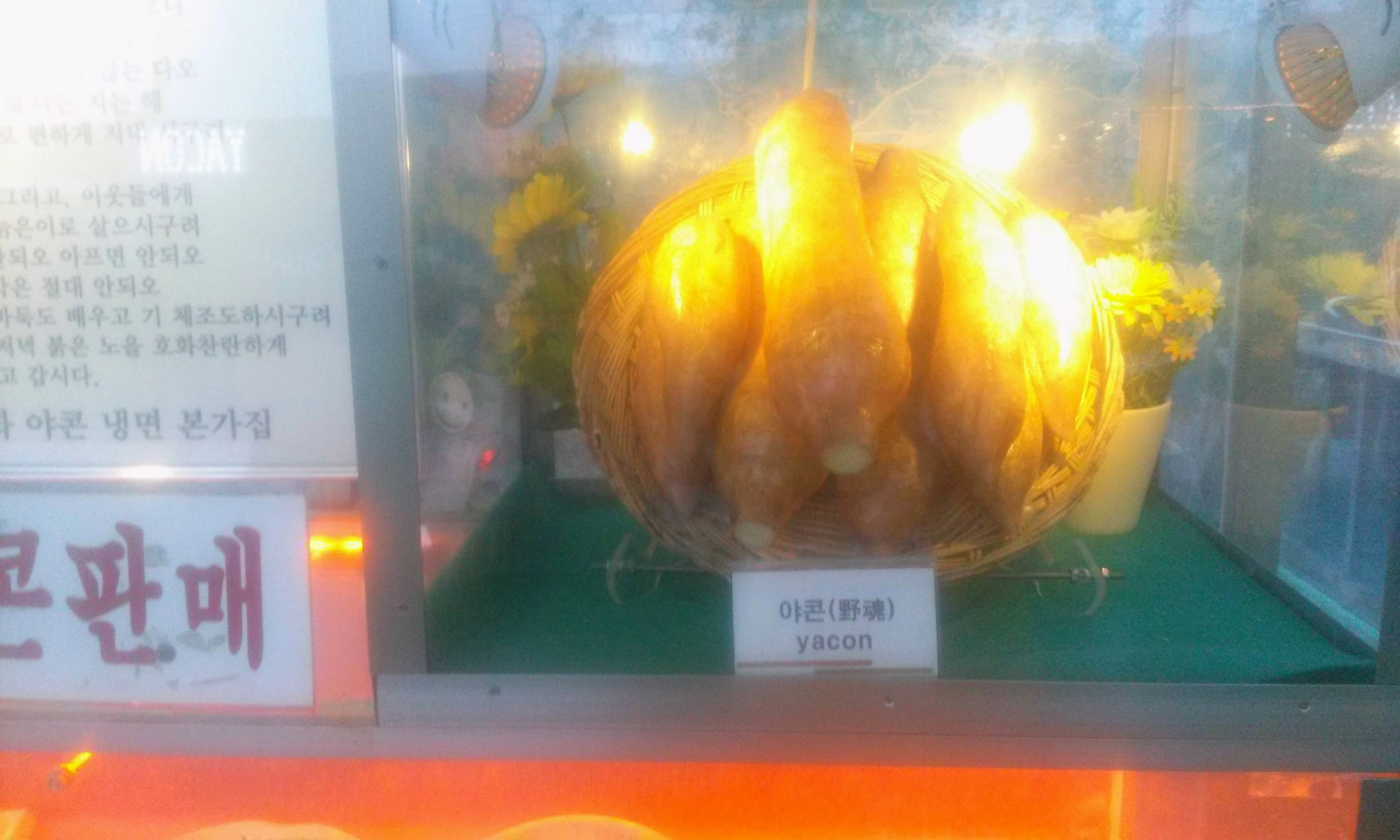

## 같이 보기
- 울류쿠
- (영어) 마슈아
- (영어) 신세계 작물
- (영어) 오카